# Esch-sur-Alzette
Esch-sur-Alzette (Luxemburgs: Esch-Uelzecht; Duits: Esch an der Alzette of Esch an der Alzig) is een gemeente en stad in het zuiden van het Groothertogdom Luxemburg en de hoofdplaats van het gelijknamige kanton, gelegen aan de rivier de Alzette.
In 2010 telde de stad telde 30.105 inwoners en is daarmee na de hoofdstad de grootste stad van het land. Esch dankt zijn ontwikkeling aan de ijzer- en staalindustrie. Het ijzererts werd onder andere uit de Gaalgebierg gewonnen. 
In 1911 werd het staal- en ijzerproducerende bedrijf ARBED opgericht. 
In de jaren zeventig werden als gevolg van de staalcrisis de mijnen en veel hoogovens gesloten, de laatste in Esch-Belval, en in 1997 werd de exploitatie definitief stopgezet. De hoogovens werden vervangen door een elektrische oven die gevoed werd met schroot in plaats van ijzererts.
De industriële gebieden op Belval, die door de staalindustrie zijn achtergelaten, zijn herontwikkeld en omgebouwd tot een nieuwe, moderne stadswijk. Er zijn nieuwe culturele gebouwen gebouwd, zoals de bioscoop Kinepolis Belval in het winkelcentrum Belval Plaza en de Rockhal, de grootste concertzaal van Luxemburg. 
Het gebied rond de oude hoogovens biedt onderdak aan verschillende gebouwen van de Universiteit van Luxemburg, onderzoekscentra en de nationale archieven.
In Esch zijn het Lycée Hubert-Clément en de nieuwe campus van de Universiteit van Luxemburg gevestigd.

## Evolutie van het inwoneraantal
| Jaar                              | 2001   | 2002   | 2003   | 2004   | 2009   | 2010   | 2015   | 2016   |
| --------------------------------- | ------ | ------ | ------ | ------ | ------ | ------ | ------ | ------ |
| Inwoneraantal                     | 27.146 | 27.244 | 27.630 | 27.891 | 29.853 | 30.105 | 33.286 | 33.939 |
| Opmerking: tellingen op 1 januari |        |        |        |        |        |        |        |        |

## Stedenband
| - Bethnal Green (Verenigd Koninkrijk) - Coimbra (Portugal) - Keulen (Duitsland) - Luik (België) - Mödling (Oostenrijk) - Offenbach am Main (Duitsland) - Puteaux (Frankrijk) | - Rotterdam (Nederland), sinds 1958 - Rijsel (Frankrijk) - Sint-Gillis (België) - Turijn (Italië) - Velletri (Italië) - Zemun (Servië) |

## Politiek
De gemeenteraad van Esch-sur-Alzette bestaat uit 19 leden (Conseilleren), die om de zes jaar verkozen worden volgens een proportioneel kiesstelsel.

### Resultaten
| 1999-2005 De 19 zetels zijn als volgt verdeeld:  | 2005-2011 De 19 zetels zijn als volgt verdeeld: | 2011-2017 De 19 zetels zijn als volgt verdeeld: | 2017-2023 De 19 zetels zijn als volgt verdeeld: |
| Bron: Ministerie van Binnenlandse Zaken / RTL.lu |                                                 |                                                 |                                                 |

### Gemeentebestuur
Na de gemeenteraadsverkiezingen van 2011 trad opnieuw een coalitie van LSAP en déi gréng, met 11 zetels, aan. Burgemeester werd Vera Spautz (LSAP).

## Geboren in Esch-sur-Alzette
- Alexis Brasseur (1833-1906), advocaat en politicus
- Victor Thorn (1844-1930), politicus
- Helen Buchholtz (1877-1953), componiste
- Eugène Mousset (1877-1941), kunstschilder en tekenaar
- Jean Schoenberg (1881-1932), architect
- Jemp Michels (1906-1989), architect en kunstenaar
- Julien Lefèvre (1907-1984), beeldhouwer, medailleur
- Aurelio Sabbatini (1909-1987), beeldhouwer en keramist
- Émile Hulten (1914-1969), beeldhouwer
- Jean Diederich (1922-2012), wielrenner
- Gust Graas (1924-2020), ondernemer en kunstenaar
- Marcel Ernzer (1926-2003), wielrenner
- Jean-Pierre Georg (1926-2004), beeldhouwer
- Gaston Picard (1926-2018), kunstschilder
- Jeannot Bewing (1931-2005), beeldhouwer
- Joseph Kinsch (1933-2022), CEO Mittal Steel
- Wil Lofy (1937-2021), kunstenaar
- Ady Jung (1938-2023), politicus
- Nico Thurm (1938), beeldhouwer en schilder
- Paul Helminger (1940-2021), jurist, politicoloog en politicus
- Louis Pilot (1940-2016), voetballer en voetbalcoach
- Fränz Hulten (1941), schilder
- Bettina Sabbatini (1942), beeldhouwer en keramist
- Marcel Wengler (1946), componist, muziekpedagoog en dirigent
- Viviane Reding (1951), journaliste en politica
- Lucien Faber (1952), snelwandelaar
- Marie-Josée Kerschen (1952), beeldhouwer
- Max Kohn (1954), beeldhouwer, kunstschilder en graficus
- Gérard Claude (1956), beeldhouwer, fotograaf en landschapskunstenaar
- Yvette Gastauer-Claire (1957), beeldhouwer en medailleur
- Marco Pütz (1958), componist en hoogleraar
- Claudy Michely (1959-2023), veldrijder
- Gérard Jeitz (1961), voetballer en voetbalcoach
- Fernand Bertemes (1964), kunstschilder
- Denis Scuto (1964), voetballer
- Désirée Nosbusch (1965), televisiepresentatrice en actrice
- Michel Majerus (1967-2002), kunstschilder
- Dany Theis (1967-2022), voetballer en voetbaltrainer
- Nancy Kemp-Arendt (1969), triatlete en zwemster
- Barbara Wagner (1969), schilder
- Manuel Cardoni (1972), voetballer
- Patrick Meyer (1972), architect en beeldhouwer
- Marc Bertemes (1977), kunstschilder
- Tom Flammang (1978), wielrenner
- Steve Fogen (1979), wielrenner
- Filip Markiewicz (1980), kunstenaar
- Serge Ecker (1984), beeldhouwer, fotograaf
- David Fiegen (1984), atleet
- Mandy Minella (1985), tennisster
- Claudio Lombardelli (1987), voetballer
- Chris Sagramola (1988), voetballer
- Gilles Bettmer (1989), voetballer
- Julien Hübsch (1995), kunstenaar
- Kevin Geniets (1997), wielrenner
- Laura Thorn (2000), zangeres
- Tiago Pereira Cardoso (2006), voetballer

## Overleden
- Caspar Mathias Spoo (1837-1914), Luxemburgs grootindustrieel, dichter, en politicus
- Camillo Felgen (1920-2005), Luxemburgs zanger en radio- en televisiepresentator

## Sport
Esch-sur-Alzette is al een aantal keer etappeplaats geweest in de Ronde van Frankrijk, de laatste keer was in de editie van 2006, op 4 juli won Matthias Kessler in Valkenburg nadat de etappe startte in Esch-sur-Alzette.
Jeunesse Esch en Fola Esch zijn de belangrijkste voetbalclubs van Esch-sur-Alzette en beiden meervoudig Luxemburgs landskampioen. Recordkampioen Jeunesse Esch speelt in het Stade de la Frontière, terwijl Fola Esch haar thuiswedstrijden afwerkt in het Emile Mayrischstadion.